# Hennadij Biłodid
Hennadij Hryhorowycz Biłodid (ukr. Геннадій Григорович Білодід, ur. 22 lipca 1977) – ukraiński judoka. Trzykrotny olimpijczyk. Zajął dziewiąte miejsce w Sydney 2000; odpadł w eliminacjach w Atenach 2004 i siódmy w Pekinie 2008. Walczył w wadze lekkiej.
Brązowy medalista mistrzostw świata w 2005; uczestnik zawodów w 1999, 2003 i 2007. Startował w Pucharze Świata w latach 1995–2002, 2004–2008 i 2010. Mistrz Europy w 2001 i 2003; piąty w 2000 i 2002. Trzeci w drużynie w 2003 roku.
Jest ojcem Darji Biłodid, judoczki i brązowej medalistki olimpijskiej z Tokio 2020.

## Letnie Igrzyska Olimpijskie 2000
| Konkurencja | Eliminacje             | Eliminacje               | Eliminacje                | Repasaże              | Klas. końcowa |
| Konkurencja | Przeciwnik I           | Przeciwnik II            | 1/4                       | Przeciwnik I          | Miejsce       |
| ----------- | ---------------------- | ------------------------ | ------------------------- | --------------------- | ------------- |
| 73 kg       | Hector Lombard (CUB) Z | Aschat Szacharow (KAZ) Z | Anatolij Łariukow (BLR) P | Ferrid Kheder (FRA) P | 9.            |

## Letnie Igrzyska Olimpijskie 2004
| Konkurencja | Eliminacje                  | Eliminacje                   | Eliminacje          | Repasaże            | Klas. końcowa |
| Konkurencja | Przeciwnik I                | Przeciwnik II                | 1/4                 | Przeciwnik I        | Miejsce       |
| ----------- | --------------------------- | ---------------------------- | ------------------- | ------------------- | ------------- |
| 73 kg       | Haitham El Hossainy (EGY) Z | Nur ad-Din al-Jakubi (ALG) Z | Lee Won-hee (KOR) P | Jimmy Pedro (USA) P | III runda.    |

## Letnie Igrzyska Olimpijskie 2008
| Konkurencja | Eliminacje              | Eliminacje            | Repasaże             | Repasaże            | Repasaże                  | Klas. końcowa |
| Konkurencja | Przeciwnik I            | Przeciwnik II         | Przeciwnik I         | Przeciwnik II       | Przeciwnik III            | Miejsce       |
| ----------- | ----------------------- | --------------------- | -------------------- | ------------------- | ------------------------- | ------------- |
| 73 kg       | Sałamu Mieżydow (RUS) Z | Rasul Bokijew (TJK) P | Eric Kibanza (COD) Z | Si Rijigawa (CHN) Z | Leandro Guilheiro (BRA) P | 7.            |